# Андаберд (крепость)
Андаберд (арм. Հանդաբերդ) или Хандаберд (в Азербайджане — Лех (азерб. Lex qalası) — крепость возле бывшего села Кнараван в Кельбаджарском районе Азербайджана, в 600 м от правого берега реки Левчай. Расположена на вершине лесистой и крутой горы, на высоте 1665 м. Единственным подходом к крепости является тропа, которая тянется под юго-западной крепостной стеной с северной стороны. Построен князем Атрнерсехом из армянской династии Сюни в IX веке.
В 800 метрах восточнее крепости находятся развалины монастыря Андаберд.

## История

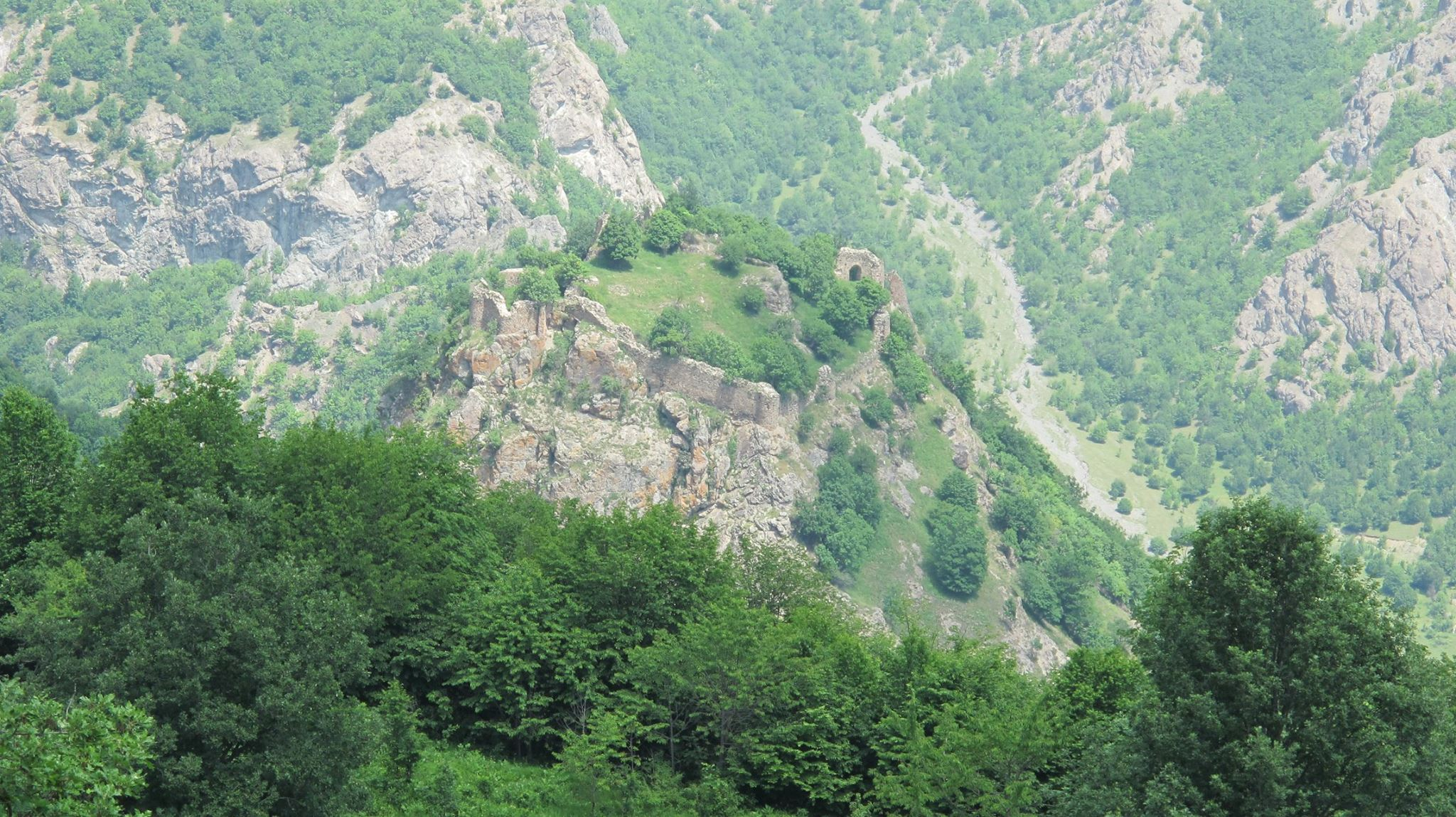
Вид на крепость

Роберт Хьюсен отмечал, что крепость Андаберд был построен князем Атрнерсехом из рода Сюни. Последний владел почти всей горной областью Арцах вдоль юго-восточных склонов Армянского нагорья.
Согласно надписям на хачкаре, который находится сегодня в монастыре Дадиванк, в 1142—1182 годах Андаберд принадлежал князю Верин Хачена Гасану Кронаворялу, который именовался владетелем крепостей Атерка, Андаберда, Хаченаберда и hАвкахагаца. О чём имеются три надписи: две 1182 года в монастыре Дадиванк и одна 1201 года на кресте в монастыре Хатраванк.
В Армении крестьянские движения часто носили религиозно-еретический характер. Одно из таких движений крестьян происходило в Верхнем Хачене в 1250 году. Недалеко от замка Андаберд, в селении Цар по словам Киракоса Гандзакеци, «появился лжеучитель по имени Давид», который этой в деревне содержал деревенскую мельницу. Он выдавал себя за пророка и занимался лже-проповедями в своей и соседних деревнях. Армянское духовенство обличило его и подвергло анафеме, а его последователей его отлучило от церкви, при этом оставив им возможность вернуться в лоно церкви после сорокадневного поста и пятисот коленопреклонений. В 1312 году Андаберд упоминается в памятной записи Евангелия монастыря Таргманчац в Хачакапе, как одно из фортификационных сооружений княжества Допянов.

## Изучение
Надписи Андаберда были исследованы в середине XIX века Марий Броссе.

## Фотогалерея

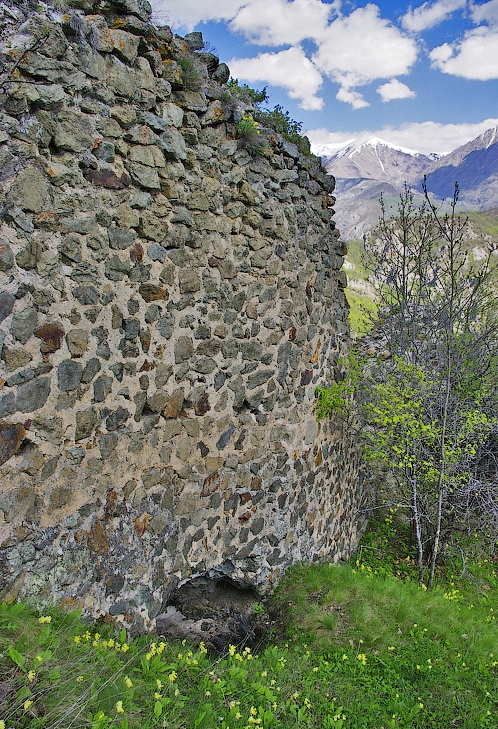
Стены крепости
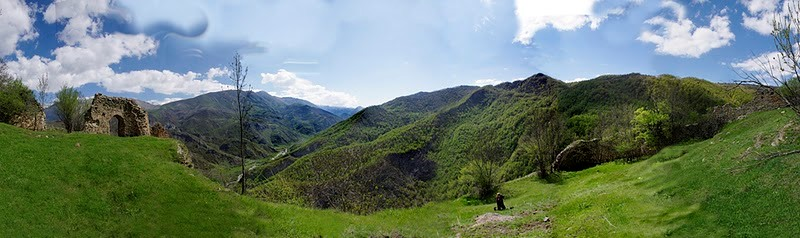
Центральные ворота, остатки крепостных стен - вид со двора крепости
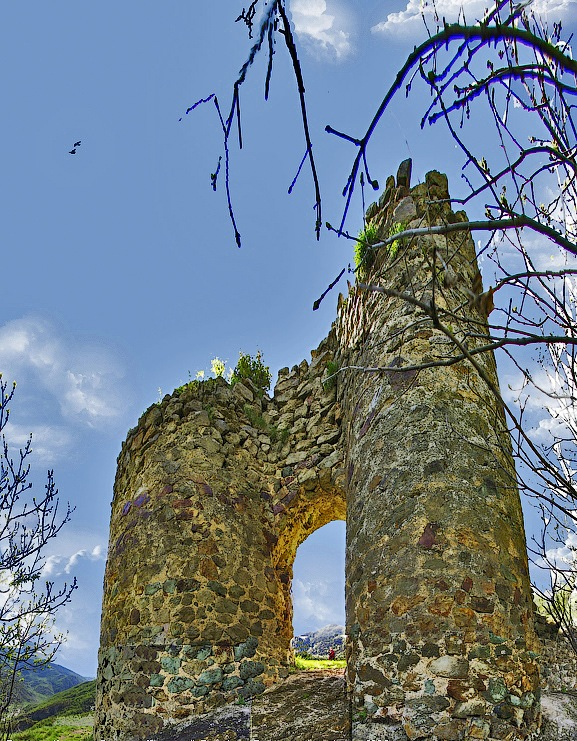
Центральные ворота крепости
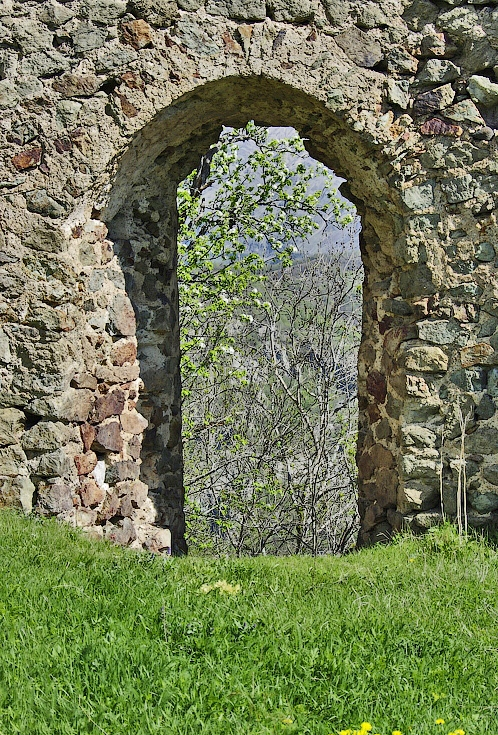
Ворота крепости
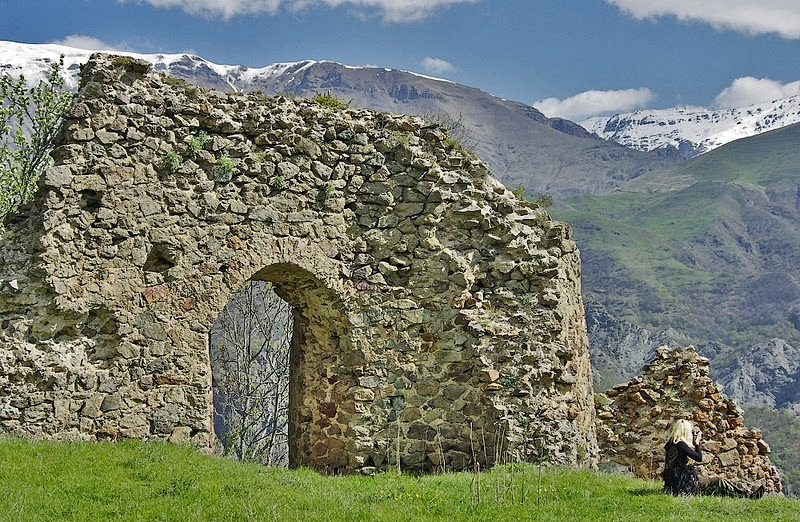
Стены крепости
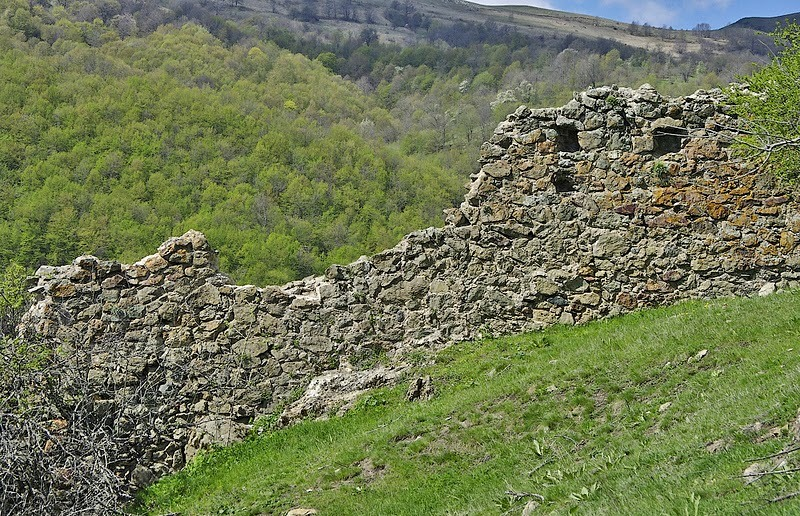
Стены крепости